# Сравнителни икономическите системи
Сравнителни икономическите системи е онова подполе в икономиката, което се занимава със сравнителното изследване на различни системи на икономическа организация, като капитализъм, социализъм, феодализъм и смесена икономика. Оттук сравнителната икономика се състои основно от анализ на сравнителни икономически системи преди 1989, но след това променя основно своите усилия в сравняване на икономическите ефекти от опита на прехода от социализъм към капитализъм. 

## История на изследванията

### По време на студената война
Сравнителното изследване на икономическите системи е било от основно практическо и политическо значение на Запад по време на Студената война, когато относителните заслуги на капиталистическите и комунистическите системи на икономическа и политическа организация са били основна политическа тема. Например сред основните теми е бил дебатът за икономическото изчисляване, отнасящ се до уверението на Лудвиг фон Мизес, че система с централно планиране не може да проработи, тъй като информацията, събирана от ценовата система никога не е напълно налична за плановиците. В отговор на това се появява защитата и частичното приложение на системите на пазарен социализъм.

### След 1989
С падането на комунизма интересът се променя към проблемите на икономиките в преход. Макар с някои изключения, повечето съществуващи системи днес са капиталистически като ориентация, макар че основната икономическа роля на държавата поддържа алтернативата за смесена икономика, която се развива като доминатна форма на икономическа организация.
Дори и без субстанциална разлика между отделните страни, днес сравнителното изследване на икономическите системи по отношение на алокация на ресурсите е от значително значение за илюстрирането на различните, алтернативни методи за алокация, включително пазари, домакинства, централизирано разпределение и т.н.